# 默萊菲體育場

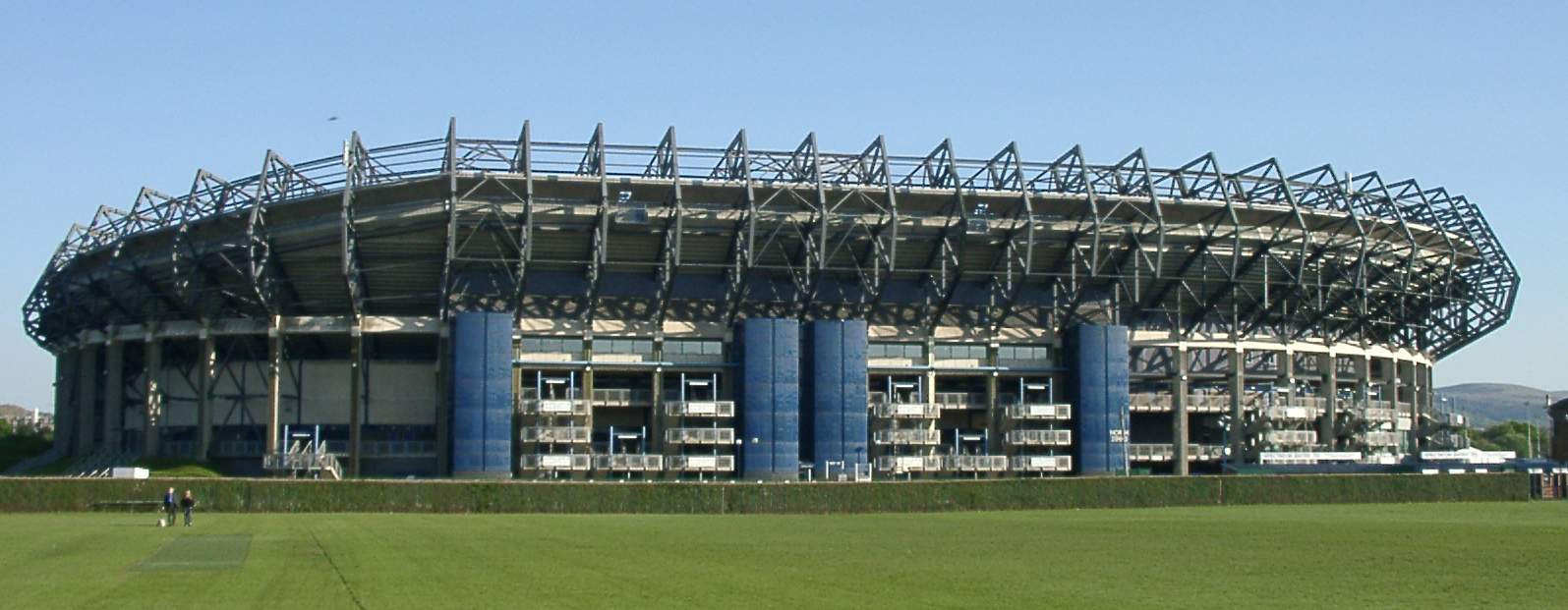
默萊菲體育場

默萊菲體育場（Murrayfield Stadium）是位於英國蘇格蘭首都愛丁堡的一座體育場，可以容納67,144名觀眾，是蘇格蘭最大的體育場和英國第五大體育場。默萊菲體育場是蘇格蘭橄欖球代表隊的主場球場，主要用來舉辦橄欖球比賽，但也舉辦美式足球、足球比賽和音樂會。1925年，英格蘭隊首次在這裡和蘇格蘭進行比賽。1975年3月1日，在威爾斯對蘇格蘭的比賽中，默萊菲體育場創下10.4萬人的入場人數記錄。

## 外部連結
- BT Murrayfield Stadium on the Scottish Rugby website